# Adolf Kowallek

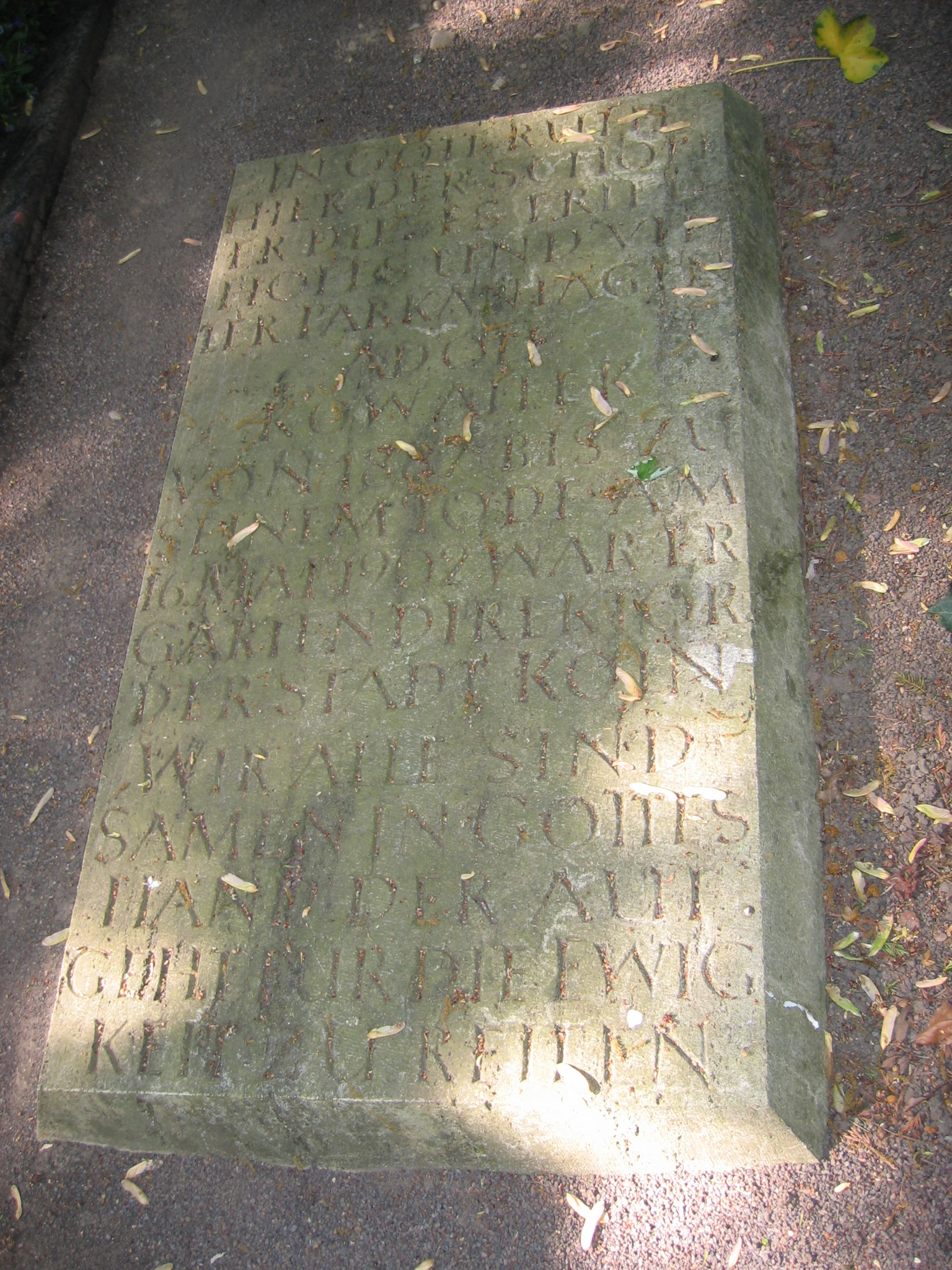
Kowalleks Grabplatte auf dem von ihm mitgestalteten Kölner Südfriedhof

Adolf Kowallek (* 27. Dezember 1852 in Wongrowitz/Posen; † 16. Mai 1902 in Köln) war ein deutscher Gartenarchitekt. 
Adolf Kowallek, Sohn eines Landgerichtsrates, erhielt seine Ausbildung in der traditionsreichen Königlichen Gärtner-Lehranstalt in Potsdam. Ab 1877 war er als Gehilfe unter dem Berliner Gartendirektor Johann Heinrich Gustav Meyer tätig und war an der Anlage des Volkspark Humboldthain sowie des Treptower Park beteiligt. 1879 übernahm er die Leitung der Arbeiten an den Gartenanlagen der Gewerbeausstellung Berlin.
Ab 1880 war Adolf Kowallek als Obergärtner in der Stadtgärtnerei für Nürnberg tätig, am 25. Oktober 1882 erfolgte seine Ernennung zum „Garten-Inspector“ in Würdigung der Verdienste, die er sich beim Bau der Gartenanlagen am Maxfeld für die „Erste Bayerische Landesausstellung für Kunst, Industrie und Gewerbe 1882“ erworben hatte. Das Maxfeld, eine aus dem sogenannten „Judenbühl“ hervorgegangene Grünanlage, war ab 1856 durch Georg Zacharias Platner im Stil eines englischen Landschaftsparks angelegt worden und hatte seither viele Jahre als Fest- und Veranstaltungsplatz gedient. Diese Anlage entwickelte sich unter Kowallek zur bedeutendsten Nürnberger Grünanlage der Jahrhundertwende. Sie wurde in der Folgezeit, u. a. durch den Bau einer Stadtgärtnerei und die Anlage eines Rosengartens, weiter ausgebaut und war Ausstellungsort für die „Zweite Bayerische Landesausstellung 1896“; danach wurde sie zum „Stadtpark“.
Pläne zur Umgestaltung des Rosenau-Parks hat Kowallek im Auftrag der Rosenau-Anlagengesellschaft (1885/86) gefertigt. Die damals noch der Gesellschaft gehörige, nur gegen Eintritt zugängliche Grünanlage Rosenau wurde wenige Jahre darauf (1893) dann von der Stadt Nürnberg erworben und zur Öffentlichen Grünanlage.
Er plante die Ausführung des Nordfriedhofs in Köln im Jahre 1896. Vom Gartenbauverein Nürnberg wurde Kowallek in Anerkennung seiner Verdienste bei seinem Ausscheiden 1887 zum Ehrenmitglied ernannt.
Nach siebenjähriger Tätigkeit für die Stadt Nürnberg wechselte Kowallek nach Köln, wo er vom 9. Mai 1887 bis zu seinem Tod als Gartendirektor tätig war. Dort gestaltete er bedeutende Anlagen wie Volksgarten (1888–1890), Stadtgarten (1888–1890), Römerpark (1895–1898), Kölner Stadtwald (1895–1899) und Teile der Promenaden der Kölner Ringe (1888–1891). Kowallek ist seit 1890 auch als Mitbegründer und Vorsitzender der Kölner Gartenbaugesellschaft hervorgetreten. Kowalleks Nachfolger im Amt war ab Mai 1902 zunächst kommissarisch Hermann Robert Jung, ab 1903 dann der namhafte Gartenarchitekt Fritz Encke. Kowallek ist auf dem Kölner Südfriedhof begraben.
Eine Straße in der Kölner Südstadt trägt seinen Namen.